# FSV Zwickau
Az FSV Zwickau német labdarúgócsapat Zwickauban, Szászországban. Napjaink klubja egyesíti magában az NDK első bajnokait: az 1948-as Ostzone-győztes SG Planitz és az 1950-es DDR-Oberliga-bajnok ZSG Horch Zwickaut. 2012-től a negyedosztályban szerepel a klub.

## Jelenlegi keret
| #  |     | Poszt | Név                     |
| -- | --- | ----- | ----------------------- |
| 1  | GER | K     | Tom Neukam              |
| 2  | GER | V     | Patrick Wolf            |
| 3  | GER | V     | Tim Baumann             |
| 4  | GER | V     | Robert Paul             |
| 5  | GER | CS    | Aykut Öztürk            |
| 6  | GER | V     | Christoph Göbel         |
| 7  | GER | CS    | Oliver Genausch         |
| 8  | GER | CS    | Jonas Nietfeld          |
| 9  | GER | KP    | Patrick Grandner        |
| 10 | GER | KP    | Michael Schlicht        |
| 11 | GER | CS    | Marc-Philipp Zimmermann |

| #  |     | Poszt | Név               |
| -- | --- | ----- | ----------------- |
| 14 | GER | KP    | Toni Wachsmuth    |
| 16 | GER | KP    | Benjamin Keller   |
| 17 | GER | KP    | Morris Schröter   |
| 18 | GER | KP    | Florian Eggert    |
| 19 | GER | KP    | Davy Frick        |
| 20 | GER | V     | René Lange        |
| 21 | GER | K     | Marian Unger      |
| 23 | GER | KP    | Alexander Morosow |
| 26 | GER | V     | Sebastian Mai     |
| 27 | GER | CS    | Kevin Bönisch     |
| 31 | GER | V     | Patrick Göbel     |

## Edzők
| - Fritz Müller (1949) - Hans Ulbricht (1949/50) - Herbert Melzer (1950) - Erich Dietel (1950/55) - Hans Höfer (1955/57) - Karl Dittes (1957/64) - Horst Oettler (1964/65) - Heinz Werner (1965/66) - Horst Oettler (1966/67) - Joachim Seiler (1967/68) | - Manfred Fuchs (1968/69) - Horst Scherbaum (1969/71) - Karl-Heinz Kluge (1971/76) - Hans Speth (1976/78) - Gerhard Bäßler (1978/79) - Peter Henschel (1979/81) - Gerald Kunstmann (1981/82) - Manfred Kupferschmied (1982/84) - Jürgen Croy (1984/88) - Udo Schmuck (1988/91) | - Gerd Schädlich (1991/96) - Joachim Streich (1996/97) - Heinz Werner (1997) - Charly Körbel (1997/98) - Hans-Uwe Pilz (1998) - Hans-Jürgen Dörner (1998/99) - Hans-Uwe Pilz (1999) - Konrad Weise (1999/02) - Robby Doege (2002/03) - Peter Brändel (2003) | - Bernd Tipold (2003/04) - Jens Große (2003/04) - Klaus Georgi (2005) - Uwe Ferl (2005/06) - Heinz Dietzsch (2006/07) - Peter Keller (2007/09) - Dirk Barsikow (2009) - Matthias Zimmerling (2009/10) - Dirk Barsikow (2010) - Nico Quade (2010/12) | - Torsten Ziegner (2012...) |